# Eudorylas ibericus
Eudorylas ibericus är en tvåvingeart som beskrevs av Christian Kehlmaier 2005. Eudorylas ibericus ingår i släktet Eudorylas och familjen ögonflugor.
Artens utbredningsområde är Spanien. Inga underarter finns listade i Catalogue of Life.